# Sébastien Foucras
Sébastien Edmond Foucras (* 4. Januar 1971 in Montreuil, Seine-Saint-Denis) ist ein ehemaliger französischer Freestyle-Skier. Er war auf die Disziplin Aerials (Springen) spezialisiert. Foucras gewann eine olympische Silbermedaille, eine Bronzemedaille bei Weltmeisterschaften und einmal die Disziplinenwertung im Weltcup sowie sieben Einzelwettkämpfe.

## Biografie
Sébastien Foucras kam als Sohn eines RATP-Angestellten und einer Lehrerin im Pariser Vorort Montreuil zur Welt. Er wuchs in den Yvelines auf und begann seine sportliche Aktivität in einem Fitnessstudio. Nach einem sommerlichen Wassersprungtraining auf dem Stausee von Tignes, verschrieb er sich der Sprungakrobatik.
Im Dezember 1988 gab Foucras in Tignes sein Debüt im Freestyle-Skiing-Weltcup. Ein erster Erfolg gelang dem Aerials-Spezialisten 1989, indem er sich zum Juniorenweltmeister kürte. Im Weltcup startete er anfangs nur sporadisch, richtig Fuß fassen konnte er in der Saison 1990/91, als er mit mehreren Platzierungen unter den besten zehn bis auf Rang sechs der Disziplinenwertung vordrang. Seinen ersten Podestplatz belegte er im darauffolgenden Dezember in Tignes. Nach einem Jahr Verletzungspause kehrte er im Dezember 1992 in den Weltcup zurück und feierte in Tignes gleich seinen ersten Weltcupsieg. Mit einem weiteren Sieg und zwei zweiten Plätzen schloss er die Aerials-Wertung als Dritter ab. Bei den Weltmeisterschaften in Altenmarkt-Zauchensee kam er hingegen nicht über Platz 19 hinaus. Ähnlich enttäuschend verliefen die Olympischen Spiele von Lillehammer, wo er sich mit Rang 24 begnügen musste.
Ab dem Winter 1994/95 setzte Foucras die Erfolge seiner zurückgetretenen Teamkollegen Jean-Marc Bacquin und Didier Méda fort. Bei den Weltmeisterschaften in La Clusaz gewann er die Bronzemedaille und musste sich in der Weltcup-Disziplinenwertung nur Trace Worthington geschlagen geben. 1995/96 sicherte er sich dank zweier Siege den Gewinn der Disziplinenwertung. Nach erfolgreichem Saisonstart mit vier Podestplätzen in Folge erlitt er im Januar 1997 einen Riss des vorderen Kreuzbandes. An den folgenden Weltmeisterschaften nahm er dennoch teil, konnte mit Platz 24 aber nicht überraschen. Zu einem letzten Karrierehöhepunkt wurden die Olympischen Spiele von Nagano: Nachdem sich Foucras als Zwölfter und letzter äußerst knapp für die Entscheidung qualifiziert hatte, holte er hinter Eric Bergoust die Silbermedaille. Unmittelbar danach beendete er seine aktive Laufbahn im Leistungssport.
Nach dem Karriereende gründete Sébastien Foucras mit einem Partner das Sportnachwuchsförderprogramm Les Étoiles du Sport. Außerdem wurde er Direktor einer Beratungs- und Sportmarketing-Agentur. Er ist seit 2004 mit der ehemaligen Weltklasse-Sprinterin und dreifachen Olympiasiegerin Marie-José Pérec liiert. Das Paar hat einen 2010 geborenen Sohn.

## Erfolge

### Olympische Spiele
- Lillehammer 1994: 24. Aerials
- Nagano 1998: 2. Aerials

### Weltmeisterschaften
- Altenmarkt-Zauchensee 1993: 19. Aerials
- La Clusaz 1995: 3. Aerials
- Nagano 1997: 24. Aerials

### Weltcupwertungen
| Saison  | Gesamt | Gesamt | Aerials | Aerials |
| Saison  | Platz  | Punkte | Platz   | Punkte  |
| ------- | ------ | ------ | ------- | ------- |
| 1988/89 | 127.   | 0      | 48.     | 1       |
| 1989/90 | 71.    | 6      | 26.     | 35      |
| 1990/91 | 26.    | 19     | 6.      | 174     |
| 1991/92 | 68.    | 7      | 23.     | 57      |
| 1992/93 | 6.     | 93     | 3.      | 560     |
| 1993/94 | 24.    | 69     | 9.      | 552     |
| 1994/95 | 11.    | 94     | 2.      | 752     |
| 1995/96 | 6.     | 92     | 1.      | 832     |
| 1996/97 | 45.    | 48     | 17.     | 384     |
| 1997/98 | 48.    | 45     | 19.     | 272     |

### Weltcupsiege
Foucras errang im Weltcup 23 Podestplätze, davon 7 Siege:
| Datum             | Ort            | Land       | Disziplin |
| ----------------- | -------------- | ---------- | --------- |
| 11. Dezember 1992 | Tignes         | Frankreich | Aerials   |
| 18. Dezember 1992 | Piancavallo    | Italien    | Aerials   |
| 23. Januar 1994   | Lake Placid    | USA        | Aerials   |
| 4. März 1995      | Lillehammer    | Norwegen   | Aerials   |
| 25. Januar 1996   | Mont-Tremblant | Kanada     | Aerials   |
| 16. Februar 1996  | La Plagne      | Frankreich | Aerials   |
| 14. Dezember 1996 | La Plagne      | Frankreich | Aerials   |

### Weitere Erfolge
- Juniorenweltmeister im Aerials 1989[1]